# Saint-Sozy
Saint-Sozy è un comune francese di 515 abitanti situato nel dipartimento del Lot nella regione dell'Occitania.
Prende il nome da san Sossio di Miseno.

## Società

### Evoluzione demografica
Abitanti censiti